# Mehdi Hashemi
Pour les articles homonymes, voir Hashemi.
Mehdi Hashemi (en persan : مهدی هاشمی), de son nom complet Mir Mehdi Hashemi Ghermezi, est un acteur, réalisateur et scénariste iranien né en 1946 à Langrud. Il est le mari de l'actrice Golab Adineh et le frère du réalisateur Nasser Hashemi. Il a joué dans les films des grands réalisateurs comme Bahram Beyzai, Rakhshan Bani-Etemad, Mohsen Makhmalbaf.

## Biographie
Il commence sa carrière au théâtre avec Dariush Farhang en 1969. En 1973, il obtient son diplôme dans l’art dramatique de la faculté des Beaux-arts de l’Université de Téhéran.
Reconnu comme l’un des meilleurs acteurs des années 1960 et du début des années 1970 de la part des critiques et du public, Mehdi Hashemi poursuit son chemin au cinéma avec Zendeh Bad (Viva...! ou Vive...!, 1979) de Khsoro Sinaï.
C’est en jouant dans la série télévisée Soltan va Shaban (Sultan et Berger) de Dariush Farhang qu’il deviendra populaire. Il est couronné meilleur acteur du rôle principal de la catégorie masculine pour Do Film Ba yek Belit  (Deux films avec un billet, 1990) en remportant le Simorgh de cristal du Festival du Film Fajr.
Ses interprétations dans Hamsar (L'Époux, 1993) et Mojdezeh khandeh (Miracle de rire, 1996) lui ont valu beaucoup d’estime de la part des critiques.

## Filmographie
Pièce de théâtre télévisée
- 1981: Marg Yazdgerd  (La Mort de Yazdgerd) de Bahram Beyzai

### Séries télévisées
- 1982: Soltan va Shaban (Sultan et Berger) de Dariush Farhang
- 1992-1997:Roozgar-e Gharib (La vie de Docteur Gharib) de Kyanoush Ayari
- 1992: Hezaran Cheshm (Des milliers des yeux) de Kyanoush Ayari
- 1997: Karaghhan (Des Inspecteurs) de Hamid Labkhandeh
- 2000: Ghool-e Cheragh-e Jadou (Orge de la lampe magique) de Homayoun As’adian

### Cinéma
- 1979: Zendeh Bad (Viva...!) de Khosro Sinaï
- 1986: Begzar zeddegi konam (Laisse-moi vivre) de Shapour Gharib
- 1987: Kharejd Az Mahdoodeh de Rakhshan Bani-Etemad
- 1987: Gharibeh (Étranger) de Rahman Rezaei
- 1988: Zard-e Ghanari (Le Canari jaune) de Rakhshan Bani-Etemad
- 1989: Shekar-e Khamoosh (Chasse silencieuse) de Kiumars Pourahmad
- 1990: Ali va Ghol-e Jangal (Ali et l’Orge de la jungle) Bijan Birang Massoud Rassam
- 1990: Do Film Ba yek Bilit  (Deux films avec un billet) de Dariush Farhang
- 1991: Nassereddin Shah, Actor-e Cinema (Nassereddin Shah, acteur de cinéma) de Mohsen Makhmalbaf
- 1991: Behtaron Babay-e Donya (Meilleur papa du monde) de Dariush Farhang
- 1993: Hamsar (L'Époux) de Mehdi Fakhimzadeh
- 1993: Alo Alo Man jdojdeam (Allo, Allo ! je suis un Poulin) de Marziyeh Broomand
- 1995: Diplomate de Dariush Farhang
- 1996: Mojdezeh khandeh (Miracle de rire) de Yadollah Samadi
- 2002: Rooz-e karnameh de Massoud Keramati
- 2008: Pari Daryaee (Une Fée marine) de Golab Adineh